# ایلیا مویزف
ایلیا مویزف (روسی: Илья Иосифович Моисеев؛ زادهٔ ۲۹ مارس ۱۹۲۹ – درگذشته ۱۱ اکتبر ۲۰۲۰) دانشمند در زمینه سینتیک شیمیایی اهل اتحاد جماهیر شوروی سوسیالیستی بود.
وی همچنین برندهٔ جوایزی همچون نشان دوستی شده‌است.